# William Ingram (Politiker)
Sir William James Ingram, 1. Baronet (geboren am 27. Oktober 1847, gestorben am 18. Dezember 1924) war ein englischer Jurist und Politiker. Er war Geschäftsführer der Illustrated London News und vertrat von 1878 bis 1895 die Liberal Party im House of Commons in drei Wahlperioden.

## Leben und Werk
William Ingram war der Sohn von Herbert Ingram und dessen Frau Ann Little, die Tochter von William Little, im Manor House, Eye, Northamptonshire. Sein Vater war der Gründer der The Illustrated London News und war Mitglied des House of Commons für den Wahlkreis Boston in Lincolnshire.

### Juristische und kaufmännische Laufbahn
Ingram ging an das Winchester College und das Trinity College der Cambridge University. Am 12. April 1869 erhielt er seine Zulassung für die Middle Temple, einer der vier englischen Anwaltskammern (Inns of Court), und am 12. April 1870 auch für die Inner Temple. Am 18. November wurde er als Rechtsanwalt zugelassen. Sein Vater und sein Bruder starben 1860 bei einem Schiffsunfall mit der Lady Elgin auf dem Lake Michigan und Ingram übernahm die Geschäftsführung der Illustrated London News. Er lebte in Walton-on-Thames, Surrey, and war Friedensrichter (Justice of the Peace, J.P.) für Surrey und die Cinque Ports in Kent.

### Politische Laufbahn
Im Jahr 1874 wurde Ingram als Member of Parliament (MP) für den Wahlbezirk Boston in das House of Commons gewählt und behielt den Sitz bis 1880, als die Repräsentanz aufgelöst wurde. 1885 gewann er den wieder eingesetzten Parlamentssitz erneut, verlor ihn jedoch im Folgejahr wieder. Zum letzten Mal wurde Ingram 1892 in das Parlament gewählt und blieb dort bis 1895. Am 9. August 1893 wurde ihm der erbliche Adelstitel Baronet, of Swineshead Abbey in the County of Lincoln, verliehen.

### Engagement für die Wissenschaft
Ingram war darüber hinaus auch Besitzer einer Kakao-Plantage in Trinidad sowie Hobbyornithologe und Tiersammler. 1909 schrieb der britische Zoologe einen Aufsatz über On Mammals from Northern Australia presented to the National Museum by Sir Wm. Ingram, Bt., and the Hon. John Forrest. 1919 führte Ingram 50 Großparadiesvogel (Paradisaea apoda) auf der Insel Little Tobago ein, die er erstanden hatte; die Population konnte sich jedoch nicht halten, 1928 wurde die Insel aufgrund seines Testaments zu einem Vogelschutzgebiet. Ingram finanzierte zudem eine Sammlungsreise nach Australien. Aufgrund seines Engagements wurde er als Namensgeber der Braunschlange Pseudonaja ingrami, der Nördliche Flachkopfbeutelmaus (Planigale ingrami) sowie einer Unterart des Guyana-Hörnchens (Sciurus aestuans ingrami) geehrt.

## Ehe und Nachkommen
1874 heiratete er Ingram Mary Eliza Collingwood Stirling. Mit ihr hatte er drei Söhne:
- Sir Herbert Ingram, 2. Baronet (1875–1958), sein Titelerbe[5]
- Sir Bruce Stirling Ingram (1877–1963),
- Collingwood Ingram (1880–1981).